# 茹氏平腹蛛
茹氏平腹蛛（学名：Gnaphosa rudolfi）为平腹蛛科平腹蛛属的动物。在中国大陆，分布于新疆等地，多栖息于草丛的石隙间以及石块下。该物种的模式产地在中国原采集地遗失。